# Keep on Moving
 (mars 2023).
Si vous disposez d'ouvrages ou d'articles de référence ou si vous connaissez des sites web de qualité traitant du thème abordé ici, merci de compléter l'article en donnant les références utiles à sa vérifiabilité et en les liant à la section « Notes et références ».
Ne pas confondre avec le titre Keep on Movin' du groupe Soul II Soul
Albums de Paul Butterfield Blues Band
In My Own Dream
(1968) Live
(1970)
Keep on Moving est le cinquième album du groupe de blues américain The Paul Butterfield Blues Band.

## L'album
Tous les titres, à l'exception d'un seul, ont été composés par les membres du groupe.
Dernier album avec Philip Wilson et Keith Johnson.

Trois nouveaux musiciens font leur apparition sur cet album : Buzz Feiten (dont ce sera le seul album avec Paul Butterfield), Rod Hicks et Ted Harris.

## musiciens
- Paul Butterfield : voix, harmonica
- Buzz Feiten : guitare
- Rod Hicks : basse
- Philip Wilson : batterie
- Ted Harris : claviers
- David Sanborn : saxo
- Gene Dinwiddie : saxo
- Keith Johnson : trompette

## Les titres
| No  | Titre                | Durée |
| --- | -------------------- | ----- |
| 1.  | Love March           | 2:58  |
| 2.  | No Amount of Loving  | 3:14  |
| 3.  | Morning Sunrise      | 2:41  |
| 4.  | Losing Hand          | 3:35  |
| 5.  | Walking by Myself    | 4:31  |
| 6.  | Except You           | 3:53  |
| 7.  | Love Disease         | 3:29  |
| 8.  | Where Did My Baby Go | 4:23  |
| 9.  | All in a Day         | 2:28  |
| 10. | So Far, So Good      | 2:28  |
| 11. | Buddy's Advice       | 3:21  |
| 12. | Keep on Moving       | 5:03  |

## Informations sur le contenu de l'album
- Walking by Myself est une reprise de Jimmy Rogers de 1957.